# Lucius Domitius Domitianus

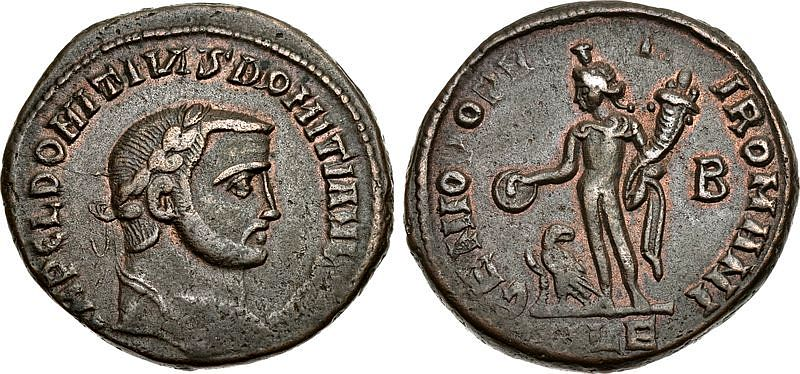
Bronze-Nummus des Domitius Domitianus

Lucius Domitius Domitianus († 298) war ein römischer Gegenkaiser in Ägypten, der von Mitte 297 bis wohl Ende 297/Anfang 298 regierte.

## Leben
Domitianus wurde wohl 297 im Rahmen eines Aufstandes, der im Raum Theben ausgebrochen war und sich rasch bis nach Unterägypten ausgebreitet hatte, zum Kaiser erhoben. Ihm zur Seite stand der als corrector bezeichnete Achilleus (seltener Aurelius Achilleus). Möglicherweise wurde der Aufstand durch die Bekanntgabe eines neuen Steueredikts ausgelöst, was aber in der Forschung umstritten ist. Domitianus ließ Münzen nach hellenistischem Vorbild prägen, wohl um sich so bei der Bevölkerung von Alexandria beliebt zu machen.
Kaiser Diokletian konnte jedoch Truppen zusammenziehen und die Rebellion im Frühjahr 298 niederwerfen, wobei er Alexandria von der Außenwelt abschnitt. Möglicherweise ist Domitianus bereits vorher verstorben und Achilleus folgte ihm nach, fiel aber während der Kämpfe um Alexandria. Dies würde erklären, weshalb in den literarischen Quellen statt von Domitianus immer nur von Achilleus die Rede ist. Die Quellenlage ist daher insgesamt sehr problematisch und teils auch äußerst widersprüchlich.